# Lucjan Kępka
Lucjan (Łucjan) Kępka  (ur. 3 stycznia 1949, zm. 17 czerwca 2008) – polski samorządowiec, menedżer i inżynier, w latach 1999–2002 członek zarządu województwa śląskiego I kadencji.

## Życiorys
Z wykształcenia inżynier elektronik. Zajmował stanowiska dyrektora w spółkach ZPB „Energopomiar” i „Systerm”. Został prezesem spółki komunalnej oraz Śląskiego Centrum Logistyki Transportu Towarowego. Działał w NSZZ „Solidarność”, przewodniczył jego komisji zakładowej.
Zaangażował się w działalność polityczną w ramach Unii Demokratycznej i następnie Unii Wolności. Był szefem struktur UW w Gliwicach i członkiem zarządu wojewódzkiego partii. W 1991 kandydował bezskutecznie do Sejmu w okręgu nr 37. W 1998 został wybrany radnym sejmiku śląskiego, w 2002 nie uzyskał reelekcji Z dniem 1 stycznia 1999 został powołany na stanowisko członka zarządu województwa śląskiego. W 2000 zaproponowano mu objęcie fotela wicemarszałka w miejsce Jana Rzymełki, jednak odmówił tej propozycji (ostatecznie objął je Waldemar Jędrusiński). Zakończył pełnienie funkcji wraz z całym zarządem 26 listopada 2002.
Został pochowany na Cmentarzu Centralnym w Gliwicach.